# 부산경남우유협동조합
부산경남우유협동조합은 유제품 및 상호금융업을 하는 대한민국의 농협중앙회 소속 회원조합이다. 1963년 11월 9일 조합창립하여 1967년 10월 5일 농협중앙회 가입, 1981년 1월 1일 축협중앙회 가입, 2001년 7월 1일 축협중앙회와 농협중앙회의 통합으로 통합 농협중앙회 가입.

## 보유 상표
1. 경제사업 : 주요 브랜드로서 "부산우유1A","부산우유골드","축협우유","정일품","내친구 짱짱","쿨","요네뜨 딸기,블루베리,플레인" 등 다양한 브랜드를 갖고 있으며, 이외에도 OEM업체를 통한 신제품 출시로 여러 유제품 및 음료들을 판매하고 있다. 그 외 각종 유통PB제품 생산 판매.
2. 신용사업 : 지역농협(7개 금융지점 보유(문현지점,부산대학역지점,반송지점,회원지점,도계동지점,당감지점, 명륜동지점))

## 주요 제품
1. 경제사업 : 시유,가공유,발효유, 흰 우유, 가공우유, 요구르트, 분유, 검은콩 두유 등이 주요 제품이다.
2. 금융사업 : 상호금융업

## 판매 지역
- 부산광역시, 울산광역시, 경상남도 전역
- 경상북도 경주시, 포항시 일부